# Wembach (Gersprenz)
Der Wembach ist ein etwa 8 km (mit dem Langen Graben im Unterlauf 10,7 km) langer linker und südwestlicher Zufluss der Gersprenz.

## Geographie

### Verlauf
Der Wembach entspringt im Teufelsrechgrund, südöstlich von dem Ober-Ramstädter Ortsteil Rohrbach. Er fließt östlich an dem Dorf Wembach vorbei, durchfließt Reinheim und mündet in die Gersprenz. 2019 bis 2020 wurde der Bachlauf in Teilen renaturiert über die Felder östlich von Reinheim verlängert, so die Mündung rund 500 Meter weiter Gersprenz-abwärts liegt. Ein Ein Teil des Wembachs speist bei Hochwasser den Langen Graben, der sich nördlich vom Reinheimer Teich mit dem Dilsbach zum Landwehrgraben vereint, welcher nach circa einem Kilometer in die Gersprenz mündet.

### Zuflüsse
- Hahner Bach (links)
- Mühlbach (rechts)

### Flusssystem Gersprenz
- Fließgewässer im Flusssystem Gersprenz

## Daten und Charakter
Der Wembach ist feinmaterialreicher, karbonatischer Mittelgebirgsbach. Die Äschenregion ist seine dominante Fischregion. Sein Einzugsgebiet beträgt 14,7 km² und sein Mittlerer Abfluss (MQ) 114 l/s. Sein ökologischer Zustand wird als unbefriedigend angegeben.

## Fauna
Im Wembach kommen Bachforelle, Bachschmerle, Dreistachliger Stichling, Flussbarsch, Gründling und Rotauge vor.